# Hanna Marie Klek
Hanna Marie Klek (Nürtingen, 11 de enero de 1995) es una ajedrecista alemana que ostenta el título de Gran Maestra Femenina (WGM). Ganó el Campeonato de Alemania de Ajedrez Femenino (2013).

## Carrera
En 1999 su familia se trasladó a Erlangen. Su padre, Konrad Klek, es músico eclesiástico, teólogo y profesor universitario. Tras graduarse en el Ohm-Gymnasium en 2012, estudió Matemáticas en la Universidad de Erlangen-Núremberg y posteriormente Psicología en la Universidad de Bamberg.
Aprendió a jugar al ajedrez a los ocho años. Fue ganadora en varias ocasiones del Campeonato Alemán Femenino de Ajedrez: Sub-12 (2006 y 2007), Sub-14 (2008) y Sub-16 (2011). En 2011 fue segunda (por detrás de Nastassia Ziaziulkina) en el Campeonato Mundial de Ajedrez de la Juventud en categoría femenina Sub-16 en Caldas Novas (Brasil) y quinta en el Campeonato Alemán Femenino de Ajedrez en Bonn.
En 2013, en Bad Wiessee, ganó el Campeonato Alemán de Ajedrez Femenino. En 2021 ganó el torneo alemán de ajedrez Master femenino.
Klek jugó para Alemania en las Olimpiadas de ajedrez femenino:
- En 2008, en el tablero de reserva en la 38ª Olimpiada de Ajedrez (femenino) en Dresde (+2, =0, -4),
- En 2022, en el tercer tablero de la 44ª Olimpiada de Ajedrez (femenina) de Chennai (+2, =1, -3).[10]

También disputó el Campeonato de Europa de Ajedrez Femenino por Equipos en 2011, en el tercer tablero en el 14º Campeonato de Europa de Ajedrez por Equipos (femenino) en Čatež ob Savi (+2, =4, -2). Así mismo, jugó con su país la Copa Mitropa de ajedrez femenino: en 2013, en el primer tablero en la décima Copa Mitropa de ajedrez (femenino) en Meißen (+4, =1, -4) y ganó la medalla de plata por equipos; y en 2017, en primer tablero en la 14ª Copa Mitropa de ajedrez (femenino) en Balatonszárszó (+5, =1, -5).
En 2017, fue galardonada con el título FIDE de Gran Maestra Femenina (WGM).